# Ruben Verheyden
Ruben Verheyden (* 22. Dezember 2000 in Lebbeke) ist ein belgischer Mittelstreckenläufer, der sich auf die 1500-Meter-Distanz spezialisiert hat.

## Sportliche Laufbahn
Erste internationale Erfahrungen sammelte Ruben Verheyden im Jahr 2019, als er bei den U20-Europameisterschaften in Borås in 3:59,46 min den elften Platz über 1500 m belegte. Anschließend erreichte er bei den Crosslauf-Europameisterschaften in Lissabon nach 20:05 min auf Rang 58 im U20-Rennen. 2021 siegte er in 3:40,03 min bei den U23-Europameisterschaften in Tallinn und gewann im Dezember in 18:06 min gemeinsam mit Elise Vanderelst, Vanessa Scaunet und Stijn Baeten die Bronzemedaille in der Mixed-Staffel bei den Crosslauf-Europameisterschaften in Dublin hinter den Teams aus dem Vereinigten Königreich und Frankreich. Im Jahr darauf schied er bei den Weltmeisterschaften in Eugene mit 3:39,46 min im Vorlauf über 1500 Meter aus und kam anschließend auch bei den Europameisterschaften in München mit 3:44,76 min nicht über die Vorrunde hinaus. Im Dezember gelangte er bei den Crosslauf-Europameisterschaften in Turin mit 17:47 min auf den siebten Platz in der Mixed-Staffel. 2023 schied er bei den Weltmeisterschaften in Budapest mit 3:33,96 min im Halbfinale aus. Im Dezember gelangte er bei den Crosslauf-Europameisterschaften in Brüssel mit 20:15 min auf den fünften Platz in der Mixed-Staffel. Im Jahr darauf belegte er bei den Europameisterschaften in Rom in 3:33,40 min den vierten Platz. Anschließend schied er bei den Olympischen Sommerspielen in Paris mit 3:36,06 min in der Hoffnungsrunde aus.
2025 belegte er bei den Halleneuropameisterschaften in Apeldoorn in 3:41,70 min den siebten Platz über 1500 Meter und schied im 3000-Meter-Lauf mit 7:53,76 min in der Vorrunde aus. Kurz darauf kam er bei den Hallenweltmeisterschaften in Nanjing mit 3:37,94 min nicht über den Vorlauf über 1500 Meter hinaus.
In den Jahren 2022 und 2023 wurde Verheyden belgischer Meister im 1500-Meter-Lauf im Freien sowie 2021 und 2022 in der Halle.

## Persönliche Bestzeiten
- 800 Meter: 1:46,22 min, 27. Mai 2023 in Oordegem
  - 800 Meter (Halle): 1:49,18 min, 30. Januar 2022 in Gent
  - 1000 Meter (Halle): 2:18,96 min, 3. Februar 2024 in Gent
- 1500 Meter: 3:33,40 min, 12. Juni 2024 in Rom
  - 1500 Meter (Halle): 3:34,49 min, 8. Februar 2025 in Metz (belgischer Rekord)
  - Meile (Halle): 3:55,42 min, 28. Januar 2024 in Val-de-Reuil
- 2000 Meter: 4:52,37 min, 8. September 2023 in Brüssel (belgischer Rekord)
  - 3000 Meter (Halle): 7:39,90 min, 19. Januar 2025 in Luxemburg